# Martin Ragginger

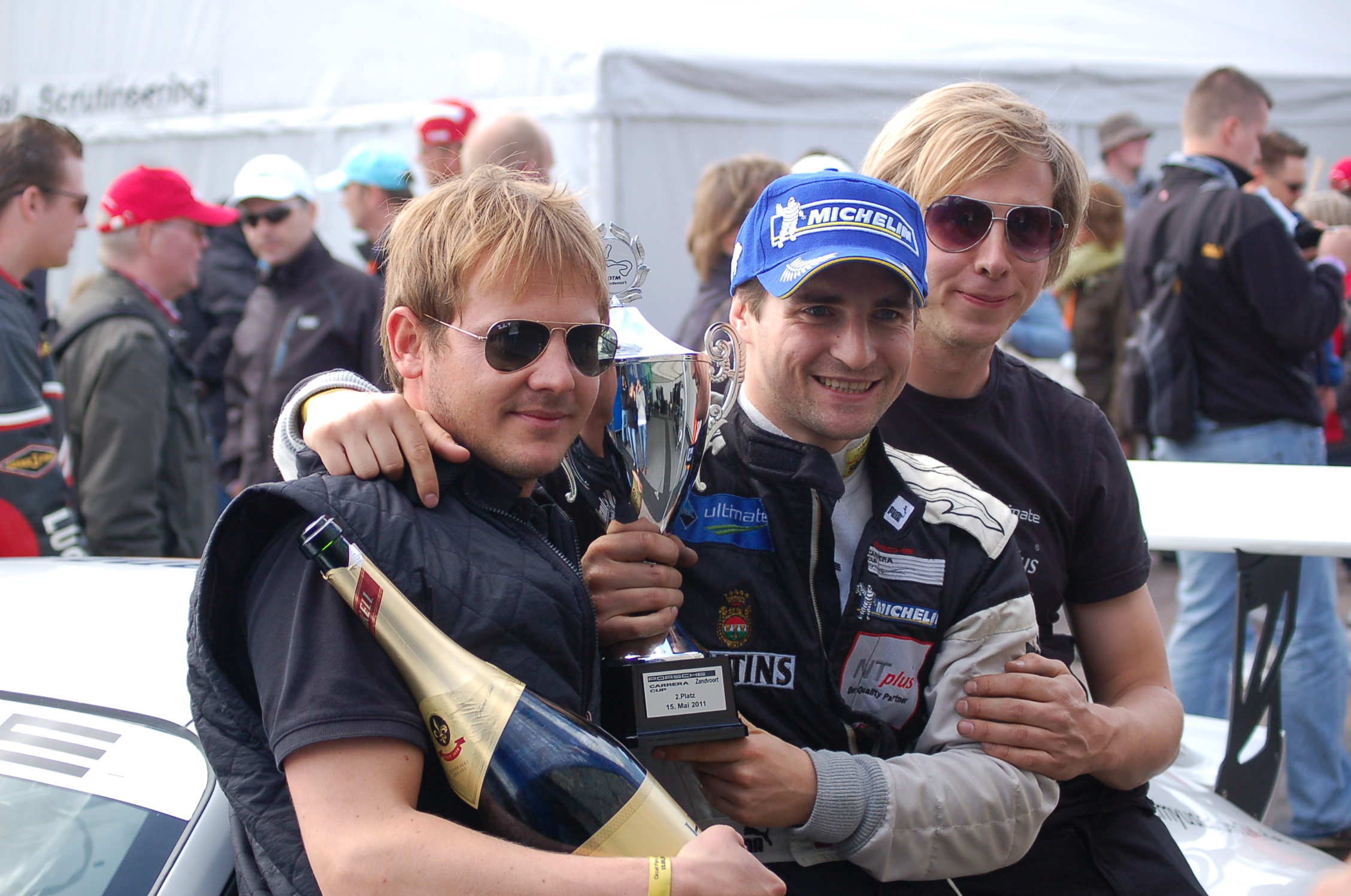
Ragginger (Mitte) nach seinem zweiten Platz in Zandvoort 2011

Martin „Raggi“ Ragginger (* 29. März 1988 in Salzburg) ist ein österreichischer Automobilrennfahrer.

## Karriere
Ragginger bestritt 1997 seine ersten Rennen im Kart. 1999 wurde er in der italienischen Bambini-Meisterschaft für Karts Dritter der Gesamtwertung. Einen Großteil seiner Kartkarriere verbrachte Ragginger beim Team KSN von Peter Kaiser, das seinen Sitz in Kerpen hat, an der Hausstrecke von Michael und Ralf Schumacher. 2004 beendete er seine Laufbahn in der Kartklasse mit dem dritten Platz in der deutschen Formel A. Vom Kart wechselte Ragginger 2005 in den Formelsport. Hier trat er für das Team Mücke Motorsport in der Formel BMW an und wurde in seinem ersten Jahr Dritter in der Rookiewertung. 2006 wechselte er ins Team Eifelland und gewann zwei Rennen. Von 2007 bis 2011 startete Ragginger im Porsche Carrera Cup Deutschland. 2010 gewann er das 24-Stunden-Rennen von Spa-Francorchamps sowie die FIA-GT2-Europacup. Seit 2012 startet er im Porsche Carrera Cup Asia und wurde dort bislang zweimal Vizemeister.

## Statistik

### Karrierestationen
| - 1999–2004: Kart - 2005: Formel BMW ADAC (Platz 8) - 2006: Formel BMW ADAC (Platz 8) - 2007: Porsche Carrera Cup Deutschland (Platz 13) - 2007: Porsche Supercup - 2008: Porsche Carrera Cup Deutschland (Platz 7) - 2008: Porsche Supercup - 2009: VLN (Platz 257) - 2009: FIA-GT-Meisterschaft Klasse GT2 (Platz 11) - 2010: VLN (Platz 234) - 2010: Porsche Carrera Cup Deutschland (Platz 5) - 2010: Le Mans Series Klasse LMGT2 (Platz 3) | - 2011: ADAC GT Masters - 2011: Porsche Carrera Cup Deutschland (Platz 7) - 2012: VLN (Platz 449) - 2012: Porsche Carrera Cup Asia (Platz 4) - 2012: ADAC GT Masters (Platz 21) - 2013: VLN - 2013 Blancpain Endurance Series Pro-Am (Platz 37) - 2013: Porsche Supercup (Platz 19) - 2013: ADAC GT Masters (Platz 4) - 2013: Porsche Carrera Cup Asia (Platz 2) - 2014: Blancpain Sprint Series (Platz 19) - 2014: VLN | - 2014: ADAC GT Masters (Platz 19) - 2014: Porsche Carrera Cup Asia (Platz 2) - 2015: ADAC GT Masters (Platz 13) - 2015: Porsche Carrera Cup Asia (Platz 5) - 2015: VLN - 2016: ADAC GT Masters (Platz 5) - 2016: Porsche Carrera Cup Asia (Platz 9) - 2016: VLN - 2017: Porsche Carrera Cup Asia - 2017: VLN |

### Sebring-Ergebnisse
| Jahr | Team             | Fahrzeug            | Teamkollege   | Teamkollege  | Platzierung | Ausfallgrund    |
| ---- | ---------------- | ------------------- | ------------- | ------------ | ----------- | --------------- |
| 2011 | Team Falken Tire | Porsche 997 GT3 RSR | Bryan Sellers | Wolf Henzler | Ausfall     | Getriebeschaden |
| 2012 | Team Falken Tire | Porsche 997 GT3 RSR | Bryan Sellers | Wolf Henzler | Rang 36     |                 |